# Zamek na Ostrowie Tumskim we Wrocławiu
Zamek na Ostrowie Tumskim we Wrocławiu – dawna rezydencja wrocławskich kasztelanów, a później piastowskich książąt dzielnicowych na zachodnim skraju Ostrowa Tumskiego. Z murowanego zamku z XII i XIII wieku, który powstał w miejscu istniejącego od X wieku grodu, zachowały się tylko mocno zniekształcony kościół św. Marcina oraz nieliczne fragmenty w obrębie innych budynków lub pod poziomem terenu. Dawny zamek zajmował obszar po obu stronach współcześnie istniejącej ulicy św. Marcina między Odrą, ulicą Świętokrzyską i budynkami ul. św. Marcina 10 i 12.

## Historia

### Drewniany gród
Gród na zachodnim cyplu Ostrowa Tumskiego powstał w X wieku jako drugi gród wrocławski, prawdopodobnie stanowiący siedzibę namiestników-kasztelanów. Okrągły w planie gród otoczony był wałem drewniano-ziemnym, umocnionym częstokołem. Badania dendrochronologiczne dowodzą, że ok. 985 roku w czasach panowania Mieszka I powstał tu w krótkim czasie nowy gród, w formie tzw. grodu piastowskiego (w tym samym czasie wybudowano grody w Głogowie i Opolu) Dwukrotnie, na przełomie wieków X i XI oraz w ciągu XI w. gród był powiększany kosztem terenu podgrodzia. Zabudowania mieszkalne grodu były drewniane, zaś przed 1149 palatyn Piotr Włost ufundował murowaną kaplicę pod wezwaniem św. Marcina i opactwo benedyktyńskie.

### Rozbudowa i świetność zamku
W 1166 gród wrocławski został zajęty przez księcia Bolesława Wysokiego. Książę, który wiele lat spędził w zachodniej Europie, zdecydował się na budowę na terenie grodu kamiennej rezydencji (palatium) i nowej osiemnastobocznej kaplicy zamkowej. Gród, z którego książęta korzystali dotychczas tylko przejściowo, przekształcił się w stałą rezydencję książąt dzielnicowych.
Syn i następca Bolesława, Henryk I, położył nacisk na rozwój swojej drugiej rezydencji (zamku w Legnicy) i klasztoru w Henrykowie, nie inwestował natomiast we względnie dobrze rozbudowany zamek wrocławski, który przekazał na rezydencję współuczestniczącemu w rządach synowi, Henrykowi II. Ten ostatni rozpoczął w latach 30. XII wieku budowę ceglanej kaplicy, prawdopodobnie przeznaczonej na sprowadzone do Wrocławia relikwie Świętego Krzyża.
Najazd mongolski w 1241 nie spowodował na zamku na Ostrowie większych szkód, pod Legnicą zginął jednak książę Henryk II. Jego następca, Henryk III, otoczył zamek murami (o pracach wspomina wzmianka z 1257). Rozbudowa zabudowań zamkowych natomiast na jakiś czas ustała; podjął ją na nowo w bardzo szerokim zakresie i w stylu dojrzałego gotyku dopiero władający od 1270 Henryk IV Probus. Dotychczasowe palatium zostało powiększone i przedłużone w kierunku północnym i zachodnim, osiemnastoboczna kaplica zastąpiona przez nową, ośmioboczną, gotycką, przylegającą do również nowego budynku od strony wschodniej, zapewne stanowiącego opactwo, tymczasem przekazane premonstratensom. W ten sposób powstał po północnej stronie zamku ciąg zabudowy o długości około 120 m. W latach 80. XIII wieku Henryk IV rozpoczął budowę kolejnej kaplicy zamkowej (ob. św. Marcina) i założenia klasztornego, noszących wezwanie Najświętszej Marii Panny i przeznaczonych na rodzinne mauzoleum. Roboty budowlane nad tymi obiektami przerwano w roku 1287 w związku z przeniesieniem środków na kolegiatę św. Krzyża. Ukończone zostały później w uproszczonej formie.

### Dalsze dzieje terenu zamkowego
Następcy Henryka IV nie rezydowali już na zamku na Ostrowie. W latach 1329–1335 teren został użyczony kapitule kolegiaty św. Krzyża na cele mieszkalne, a wkrótce podzielony zbiegającymi się na powstałym przed kościołem św. Marcina placyku płotami na siedem parceli. W 1382 Wacław IV rozważał rozbudowę zamku, wkrótce jednak tego zaniechał. W 1439 kapituła uzyskała teren na własność i zarządzała nim do sekularyzacji w 1810.
W 1885 w ramach regulacji geometrycznej okolic dzisiejszego pl. Bema (w tym czasie powstały też pobliskie Mosty Młyńskie) przebito przez dawny teren zamku istniejącą do chwili obecnej ulicę św. Marcina, nadając też częściowo przekształconym posesjom dzisiejszą numerację. Na zachód od zamku, a także w jego zachodniej i południowej części wzniesiono wysokie kamienice. Na wysokości kościółka św. Marcina linia zabudowy domów nr 7 i 9 wycofana była ukośnie wzdłuż dawnego muru obronnego (równolegle do rzeki), a na posesji pl. Kościelny 10 sięgała znów ulicy, tak że wokół kościółka powstał swoisty placyk.
W czasie oblężenia Wrocławia w 1945 zabudowa terenu zamkowego uległa poważnym zniszczeniom. Przede wszystkim zniszczone zostały domy mieszkalne południowej strony oraz niektóre budynki po stronie północnej ul. św. Marcina. Silnie zniszczony został kościółek św. Marcina, z którego pozostały wypalone mury. W latach 60. odbudowano w zmienionej formie kościół i usunięto ruiny kamienic. Dało to okazję do badań archeologicznych terenu zamkowego, prowadzonych wpierw przez Rudolfa Jamkę i Wojciecha Kočkę, a później Tadeusza Kozaczewskiego, Olgierda Czernera i Edmunda Małachowicza. Część terenu po południowej stronie ulicy została pośpiesznie zagospodarowana w 1968, aby ustawić pomnik Jana XXIII. Północna, nadal nie zbadana w pełni część terenu jest obecnie ogrodzona murem i używana przez szpital oraz klasztor; pozostałości zasadniczego budynku zamkowego są dostępne do zwiedzania.

## Opis architektury

### Zabudowania mieszkalne
Zbudowane w końcu XII wieku palatium miało formę romańskiego donżonu o wymiarach około 15 × 17 m, wzmiankowane w latach 1265 i 1266 (in castro lapideo – łac. „w kamiennym zamku”). Jak mówi wzmianka z 1239, w palatium znajdowała się przynajmniej jedna komnata (caminata, czyli pomieszczenie mieszkalne ogrzewane kominkiem).
W czasach Henryka IV budynek mieszkalny został powiększony o trakt położony po północnej stronie dotychczasowych murów obronnych i przedłużony o ciągnące się w kierunku północno-zachodnim skrzydło o charakterze gospodarczym. W jego pobliżu przypuszczalnie znajdowała się kuchnia i łaźnie.
Mury głównego korpusu dawnego gotyckiego palatium, pierwotnie dwu- lub trzykondygnacyjnego, zachowały się do wysokości pierwszego (a częściowo drugiego) piętra jako piwnica i parter obecnego budynku ul. św. Marcina nr 12. Na terenie Domu Notre Dame znajdują się relikty zamku, a w piwnicy została udostępniona do zwiedzania ścieżka edukacyjna dotycząca pierwszych założeń piastowskich we Wrocławiu.

### Opactwo i kaplica św. Marcina (I)
Już w pierwszej połowie XII wieku powstała na zamku na Ostrowie kamienna kaplica pod wezwaniem św. Marcina z opactwem benedyktynów, wzmiankowana w 1149 jako Abbatia St. Martini. Nie wiadomo, gdzie znajdowała się ta kaplica i jak długo przetrwała. Odkryte w północno-wschodniej części zamku zabudowania romańskie i gotyckie mogą być ewentualnie pozostałościami opactwa. Sama kaplica mogła stać dalej na południe, w pobliżu obecnej jezdni. Możliwe, że funkcję tej pierwszej kaplicy przejęła w końcu XII wieku kolejna, osiemnastoboczna kaplica i że to jej dotyczą dalsze wzmianki o kaplicy św. Marcina. Inna hipoteza zakłada, że kamienna kaplica przetrwała aż do XIII lub XIV w., a jej wezwanie przeniesiono bezpośrednio na obecnie istniejący kościół w południowej części zamku.

### Kaplica dworska I (osiemnastoboczna)
W ostatniej ćwierci XII wieku powstał w sąsiedztwie palatium przylegający do północnej części wału grodowego osiemnastoboczny ceglany budynek, identyfikowany jako kaplica zamkowa. Stanowi ona jeden z pierwszych przykładów budownictwa ceglanego na Śląsku i bywa wiązana z cysterskim warsztatem budowlanym z Lubiąża. Zewnętrzny mur kaplicy o wewnętrznej średnicy 19,5 m i grubości 2 m oparty była na fundamentach punktowych, połączonych łękami. Ściany były akcentowane lizenami w miejscach, gdzie opierały się na fundamentach. W centrum kaplicy znajdował się filar na fundamencie o średnicy 2 m. Badania wykazały, że filar był nieco przesunięty względem geometrycznego środka kaplicy. Trudno powiedzieć, czy był to celowy zabieg budowniczych, aby ołtarz był lepiej widoczny z ewentualnej empory czy okna przylegającego donżonu, czy też przesunięcie to jedynie błąd pomiarowy badaczy. Ze względu na znaczną rozpiętość wnętrze nie było raczej sklepione, a jedynie przykryte stropem na belkach opartych na obwodzie i środkowym filarze. Od północnego wschodu przylegało do kaplicy niewielkie pomieszczenie, być może zakrystia.
Kaplica nie była jednoznacznie wzmiankowana w źródłach pisanych: wiąże się z nią wezwanie św. Marcina lub też z pewnych przyczyn je wyklucza. Kaplicę zburzono w czwartej ćwierci XIII wieku w związku z budową kaplicy gotyckiej.

### Kaplica późnoromańska
W zachodniej części zamku rozpoczęto w latach 30. XIII wieku budowę późnoromańskiej ceglanej kaplicy na planie krzyża z czterofilarowym wnętrzem. Nawa miała rozpiętość około 11 m i boki na przemian krótsze i dłuższe. Do krótkich boków przylegały trzy czworoboczne apsydy, a od północnego wschodu kwadratowe prezbiterium zamknięte taką samą apsydą. Układ baz przyściennych wykazuje, że pierwotnie planowano cztery filary ustawione przed apsydami i prezbiterium, a zatem wzdłuż osi głównej i poprzecznej kaplicy. Wszystko wskazuje jednak na to, że kaplicę ukończono około 1250 wedle zmienionej koncepcji, z filarami wzdłuż dłuższych boków. Kaplicę rozebrano najpóźniej w XV wieku, jej ściany przyziemia zachowały się jednak pod jezdnią i chodnikiem ul. św. Marcina oraz pod przyległym ogrodem klasztoru. W trakcie wykopalisk odkryto też kilka detali granitowych, m.in. fragmenty cokołu i dwie bazy przyścienne, obecnie wyeksponowane w Muzeum Architektury we Wrocławiu. Odnaleziony fragment ościeża Małachowicz interpretuje jako fragment latarni, a kaplicę wiąże z relikwiami krzyża, sugerując, że nosiła związane z nimi wezwanie.

### Kaplica dworska II (ośmioboczna)
Druga kaplica dworska powstała około 1270–1280 w miejscu pierwszej, z niewielkim przesunięciem centrum rzutu w kierunku północnym. Orientowana dwukondygnacyjna kaplica miała ośmioboczną nawę o rozpiętości wewnętrznej około 17,6 m. Krótkie czworokątne dwuprzęsłowe prezbiterium przylegające od wschodniego boku oktogonu, przypominało swoją architekturą z wnękami na figury świętych kaplicę zamkową św. Tomasza w Raciborzu. Zachodni bok przybudowany był do palatium, tak że na północnej i południowej stronie oktogon posiadał trójboczne elewacje, podzielone wydatnymi przyporami. Dolna kondygnacja, zagłębione na ok. 1,2 m przyziemie, pełniło funkcje świeckie, gospodarcze. Możliwe, że oktagonalna część budynku była w rzeczywistości wielofunkcyjną aulą zamkową, a jedynie prezbiterium stanowiło otwartą do jej wnętrza kaplicę. Małachowicz wiąże ten budynek z warsztatem mistrza Wilanda i rekonstruuje go z nadwieszoną na skarpach, otwartą do wnętrza galerią obiegającą nawę i z wysokimi szczytami w elewacjach wokół oktogonu. Prawdopodobnie do tego obiektu odnosi się określenie Mittelbau (niem. budynek środkowy) z dokumentu z roku 1382 dotyczącego zamku, znajdował się on bowiem w środku północnego ciągu zabudowy.
Po przejściu zamku na własność kapituły kaplicę częściowo wyburzono. Mury strony północnej wykorzystane w budynkach mieszkalnych (wschodnia część dworu przy ul. św. Marcina nr 12 oraz zachodnia zniszczonego w czasie II wojny światowej i rozebranego w latach 60. XX wieku pod nr 14) widoczne były jeszcze na planach pomiarowych z pierwszej poł. XIX wieku. Obecnie relikty widoczne są w kondygnacji piwnicznej budynku nr 12.

### Kaplica NMP, późniejszy kościół św. Marcina
Ufundowana przez Henryka IV i budowana od lat 80. XIII wieku ceglana kaplica pod wezwaniem Najświętszej Marii Panny miała stanowić mauzoleum fundatora, roboty budowlane jednak przerwano prawdopodobnie w 1287. Kaplicę ukończono później w bardzo uproszczony i właściwie pozbawiony cech stylowych sposób. Rzutowi nadano nieregularny kształt, jednocześnie zacierając pierwotną koncepcję i jednocześnie przeniesiono na kościółek wezwanie św. Marcina. W czasie II wojny światowej został bardzo silnie zniszczony. Odbudowany został w latach 1957–1960 przez Tadeusza Kozaczewskiego w zmienionej formie.

### Mury obronne
W XIII-XIV wieku cała północna strona terenu ograniczona była budynkiem mieszkalnym i kaplicą. Z pozostałych stron teren zamkowy otoczony był ceglanym murem wysokości rekonstruowanej na 6–7 m. W murach znajdowały się dwie bramy (zewnętrzna „wodna” od zachodu i prowadząca na pozostałą część Ostrowa „grodzka” od wschodu, przy obecnym wschodnim końcu ul. św. Marcina) z wieżami. Około 16-metrowej wysokości wieża od strony Ostrowa zachowała się aż do początku XIX wieku, używana jako więzienie kapituły św. Krzyża; jej fundamenty (o wymiarach około 6,20 × 7,00 m) zachowały się do chwili obecnej pod poziomem jezdni narożnika pl. Kościelnego.